# Beni Suef
Beni Suef (en copto: panisuf Ⲡⲁⲛⲓⲥⲱϥ; en árabe: بنيسويف) es una ciudad de Egipto, la capital de la gobernación de Beni Suef. 
Otros nombres son: Bani Suwayf, Beni Sueif, Beni Swaif, Beni Sweif, Beni Suaif. 
La ciudad está situada en la ribera oriental del río Nilo, a unos 115 km al sur de El Cairo.
Su población es de 172.032 habitantes (2006).

## Acontecimientos
Cerca de Beni Suef acaeció un grave accidente ferroviario en 1995, causando 75 muertos. 
Beni Suef es el lugar en que ocurrió el incendio del Palacio de cultura, el 5 de septiembre de 2005, muriendo 46 personas.
Hace unos 1000 años aproximadamente se pintó de rojo el río nilo